# Gabrielle Miller
Gabrielle Sunshine Miller (Vancouver, 9 november 1973) is een Canadese actrice, vooral bekend om haar rol als Lacy Burrows in de Canadese sitcom Corner Gas.

## Loopbaan
Miller heeft sinds 1993 in een groot aantal Amerikaanse en Canadese series gespeeld. Voor haar rol in Corner Gas won ze samen met de rest van de acteurs een Gemini Award voor Best Ensemble Performance.